# Escala (Seattle)
Escala is een luxeappartementencomplex in het centrum van Seattle. Het gebouw telt 38 verdiepingen, waarvan acht ondergronds en is 100,6 meter hoog. Daarmee is Escala het op 37 na hoogste gebouw van Seattle. De bouw begon in 2006 en werd voltooid in 2009. Het appartementencomplex is gebouwd in de postmoderne stijl en herbergt 269 of 274 woningen.
Escala herbergt naast appartementen ook een spa, een sportzaal met een yogastudio, een restaurant en een klein theater. Het gebouw heeft ook een parkeergarage met 478 parkeerplaatsen.
Escala is gemaakt van gewapend beton en glas.

## Penthouse
Het penthouse van Escala is gebaseerd op het penthouse uit het boek Vijftig tinten grijs van E.L. James. Het heeft een oppervlakte van 587 m² en werd verkocht voor 5,95 miljoen Amerikaanse dollar. Het penthouse is niet helemaal gelijk met het penthouse van de fictieve miljardair Christian Grey, zo heeft het penthouse van Escala geen geheime "Red Room of Pain" en geen helikopterplatform op het dak.